# 田中泉樹
田中 泉樹（たなか いずき、1992年4月7日 - ）は、岩手県岩手町出身の日本女子フィールドホッケー選手。ポジションはMF。ロンドンオリンピックホッケー女子日本代表。

## 来歴
岩手県出身。姉がプレーしていたのがきっかけで中学からホッケーを始めた。
岩手町立一方井中学校、岩手県立不来方高等学校を経て大学は山梨学院大学に進学。
2012年ロンドンオリンピックに出場。